# Andrzej Ciesielski (2 poł. XVI wieku)
Andrzej Ciesielski (2 poł. XVI wieku) – pisarz polityczny i gospodarczy oraz polityk. 

## Życiorys
Andrzej Ciesielski urodził się w rodzinie szlacheckiej w Cieślach, które wówczas należały do powiatu Radomsko wchodzącego w skład województwa sieradzkiego. Nie zdobył wykształcenia uniwersyteckiego, osiągając wysoką wiedzę drogą samokształcenia, kontaktów z pisarzami i ludźmi o wysokiej kulturze. W 1557 przebywał w Skierbieszowie, na dworze biskupa Jakuba Uchańskiego, który wystarał się dla niego o starostwo wolbromskie.
Andrzej Ciesielski zajmował się głównie gospodarką państwa, będąc zwolennikiem rozwoju miast, handlu oraz rzemiosła miejskiego. W 1571 roku opublikował rozprawę Ad equites legatos, ad conventionem Varsoviensem publice, designatos et declaratos, de regni defensione et iustitiae administratione...oratio, w której twierdził, że dodatni bilans handlowy Rzeczypospolitej warunkuje napływ szlachetnych kruszców i decyduje o bogactwie państwa. Był zwolennikiem programu "zawarcia granic", czyli zakazu wyjazdów polskich kupców za granicę, co miało przeciwdziałać wywozowi pieniądza i wzrostowi cen oraz zmusić obcych kupców do przyjazdu i osiedlania się w Polsce. Domagał się odzyskania Śląska oraz zdobycia dla Polski Wołoszczyzny. Pragnął naprawy stosunków społecznych i religijnych, ustanowienia skarbu i stałych podatków na wojsko. Ciesielski uważał pieniądz za "nerw wojny". Ostrymi słowami gromił psucie monety w czasach panowania Zygmunta Augusta.

## Literatura
- Adam Szelągowski, Pieniądz i przewrót cen w XVI i XVII wieku w Polsce